# Casillas de Coria
Casillas de Coria ist eine Gemeinde (municipio) mit 344 Einwohnern (Stand: 2024) im äußersten Nordwesten der Provinz Cáceres in der Autonomen Region Extremadura im Westen Spaniens. 

## Lage
Casillas de Coria liegt etwa 75 Kilometer (Fahrtstrecke) nordnordwestlich der Provinzhauptstadt Cáceres in einer Höhe von ca. 245 m. Das Klima ist gemäßigt bis warm; Regen (694 mm/Jahr) fällt hauptsächlich im Winterhalbjahr.

## Bevölkerungsentwicklung
| Jahr      | 1970 | 1981 | 1991 | 2001 | 2011 | 2021 |
| Einwohner | 902  | 800  | 643  | 508  | 448  | 344  |

Der deutliche Bevölkerungsrückgang seit den 1950er Jahren ist im Wesentlichen auf die Mechanisierung der Landwirtschaft sowie die Aufgabe bäuerlicher Kleinbetriebe („Höfesterben“) und den damit einhergehenden Verlust von Arbeitsplätzen zurückzuführen.

## Sehenswürdigkeiten
- Marienkirche (Iglesia de Nuestra Señora de Almocóbar)
- Blasiuskapelle
- Marienkapelle

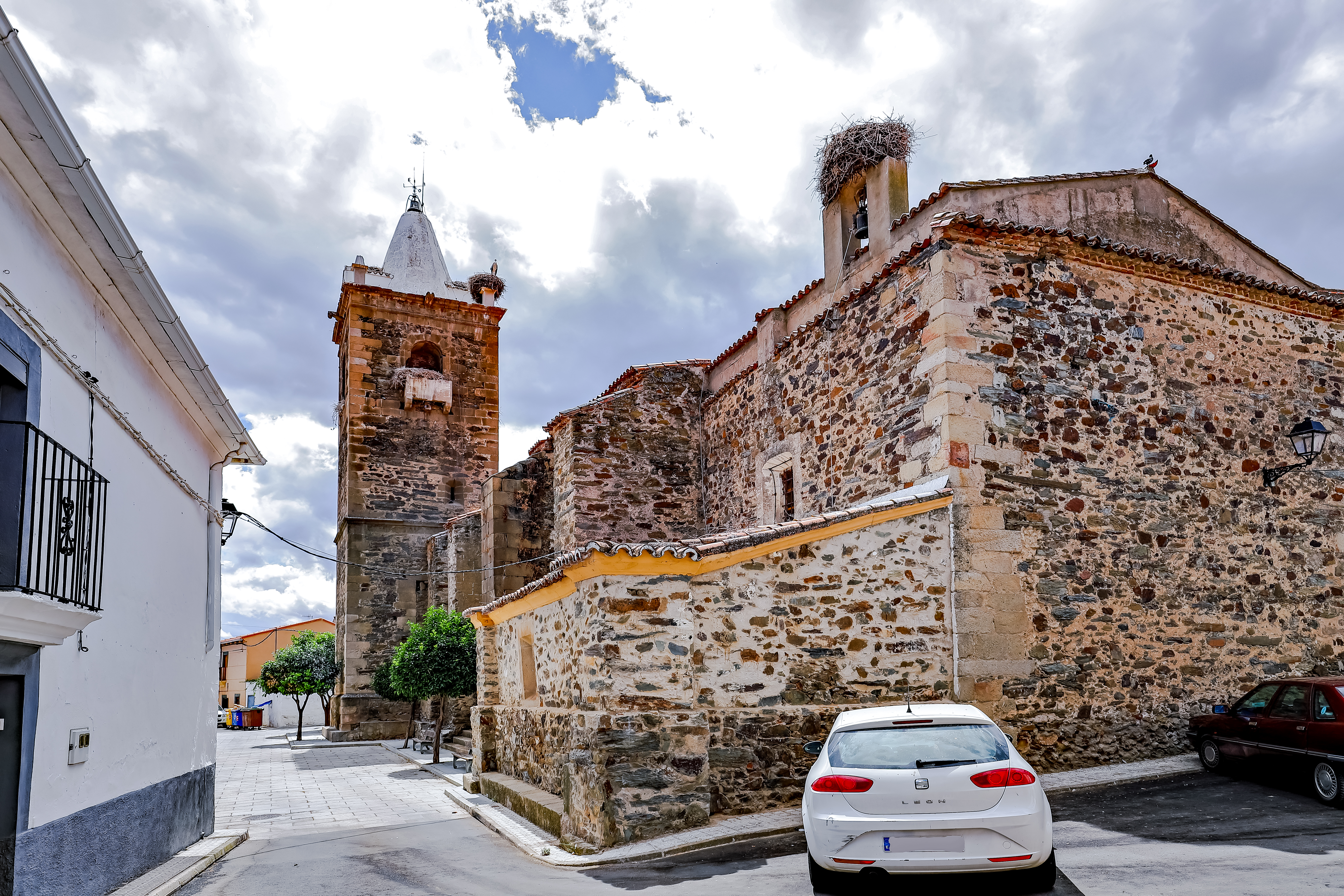
Marienkirche
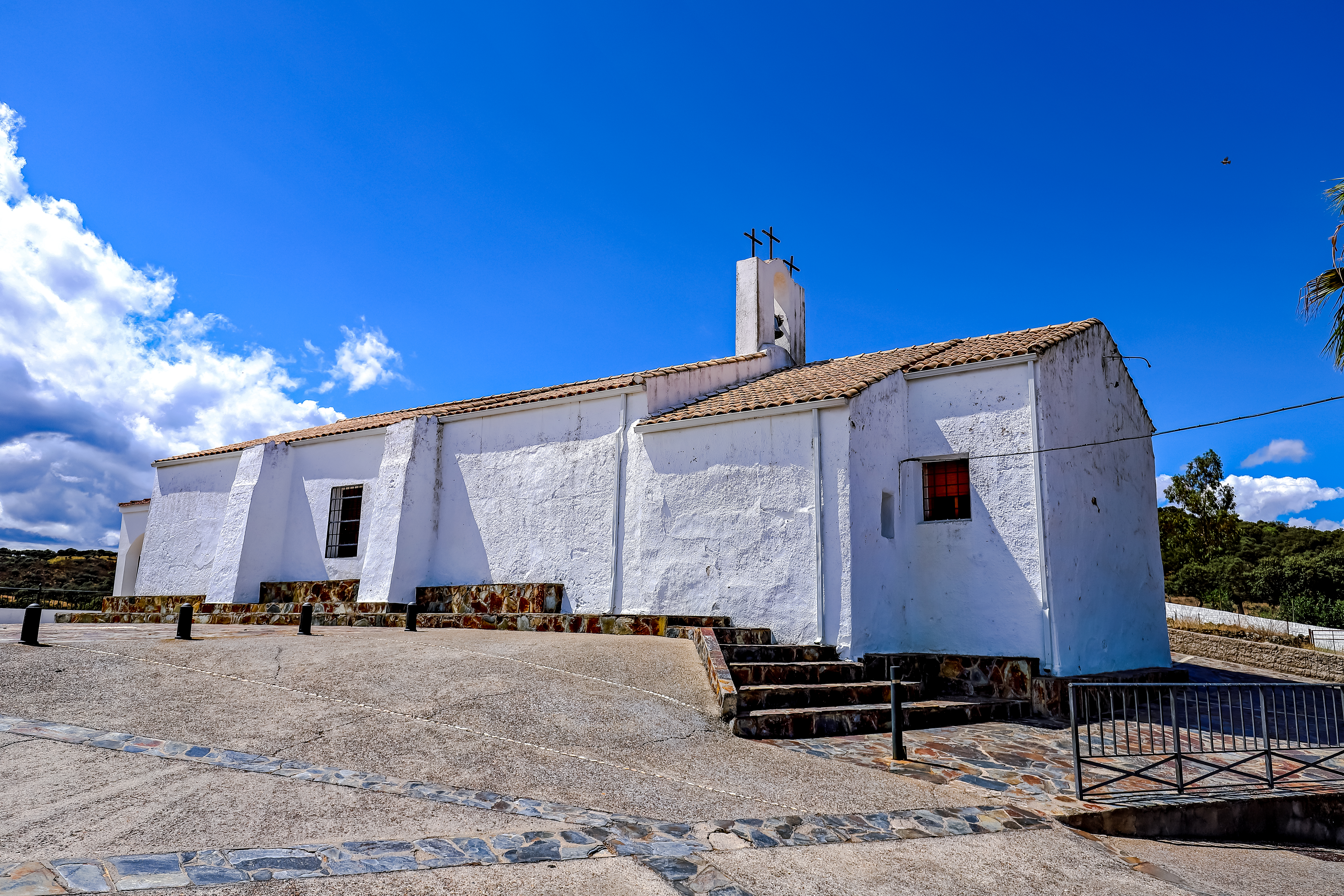
Blasiuskapelle
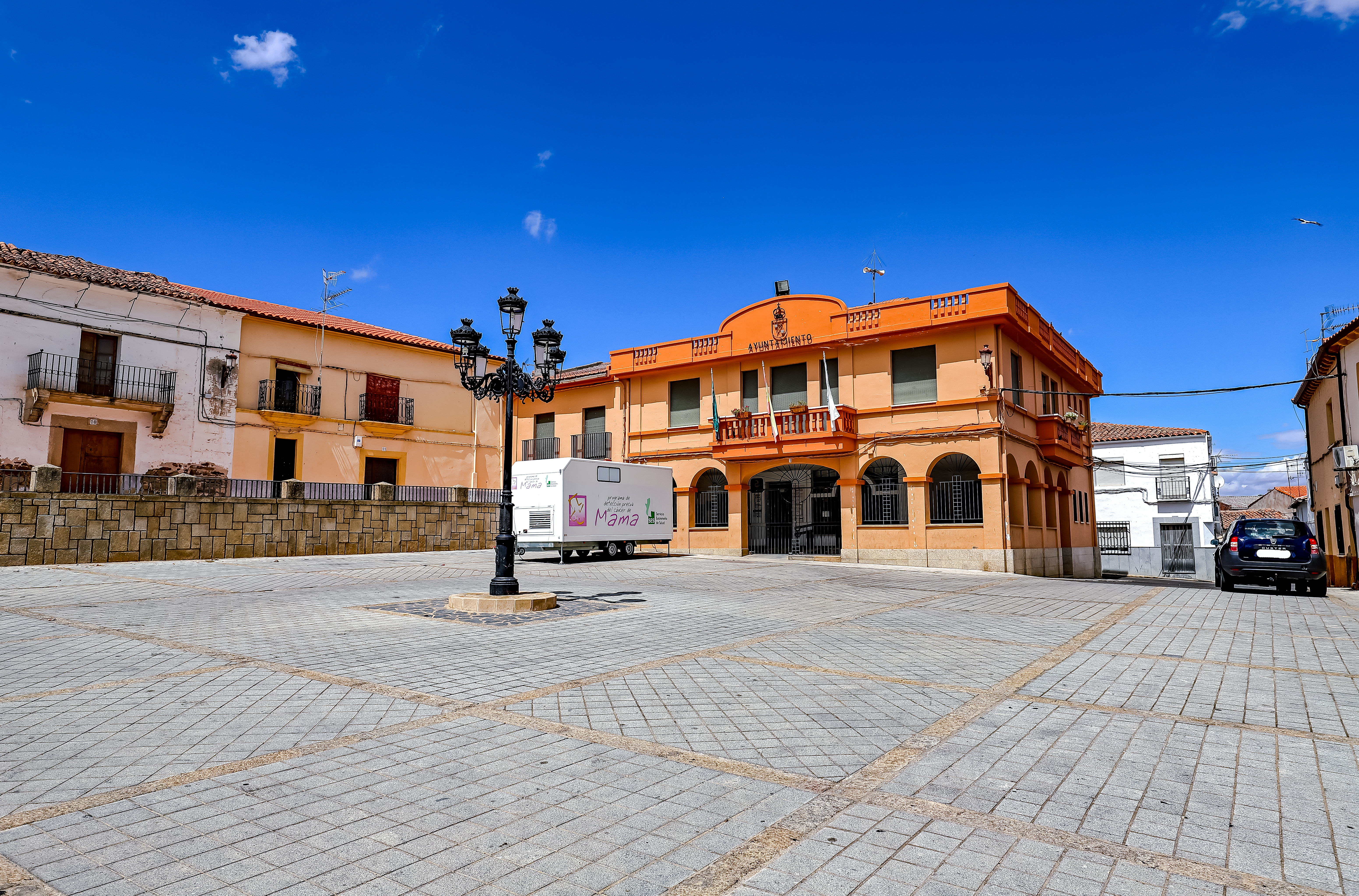
Platz mit dem Rathaus